# 山形第一聖書バプテスト教会
山形第一聖書バプテスト教会（やまがただいいちせいしょバプテストきょうかい）は、山形県山形市東原町にある、保守バプテスト同盟の中心的な教会の一つで、山形市内では最大規模のキリスト教の教会。通称「東原教会」。これまで福音派の牧師を多数輩出してきた。

## 沿革
- 1948年6月　ジョセフ・ミーコ宣教師と陶山節子が宣教を開始する。
- 1949年6月　山形バプテスト教会発足。
- 1962年　山形第一聖書バプテスト教会になる。
- 1964年1月15日 山形第一聖書バプテスト教会で「保守バプテスト同盟」設立（当時の加盟教会は10教会)

## 出身者
保守バプテスト同盟
- 千田次郎
- 川崎廣
- 佐藤彰

日本バプテスト教会連合
- 佐竹十喜雄
- 横山武

日本基督改革派教会
- 鈴木英昭

日本基督教団
- 佐藤司郎